# Wyspy Świętego Tomasza i Książęca na Letnich Igrzyskach Olimpijskich 2000
Wyspy Świętego Tomasza i Książęca na XXVII Letnich Igrzyskach Olimpijskich w Sydney reprezentowało dwóch sportowców (1 mężczyzna, 1 kobieta) w jednej dyscyplinie.
Był to drugi start Wysp Świętego Tomasza i Książęca na letnich igrzyskach olimpijskich (poprzednie to 1996).

## Reprezentanci

### Lekkoatletyka
- Bieg na 100 m przez płotki kobiet: Eneznaide Gomes
  - eliminacje: 14,43 s (36. czas)
- Bieg na 110 m przez płotki mężczyzn: Arlindo Pinheiro - odpadł w eliminacjach
  - eliminacje: 15,65 s (39. czas)